# M22 Locust
Az M22 Locust (magyarul: Sáska)  amerikai gyártmányú, repülőgéppel szállítható könnyű harckocsi. Fő feladata a gyengén védett géppuskaállások és járművek megsemmisítése, a gyalogság támogatása és felderítés volt. 

## Fejlesztése
Fejlesztésére a második világháborúban került sor. A fejlesztés kezdete 1941-ben kezdődött, miután a Brit Hadügyminisztérium megbízta az amerikai kormányt, hogy fejlesszen egy repülőgépen is szállítható könnyű harckocsit, amit rögtön a csatatérre dobhassanak le a levegőből. A Brit Hadügyminisztérium először az angol tervezésű Mark VII Tetrarch kívánta felvonultatni, ám szállításával komoly gondok adódtak. Az M22 projektjére a Ordnance Department nyújtott be terveket, 1941 májusában. A prototípus neve T9 Light tank volt. A harckocsi elfért egy Douglas C–54 Skymaster szállító repülőgépben, és kis méretei azt is lehetővé tették, hogy egy General Aircraft Hamilcar vitorlázó gépben is elférjen. 
Miután egy sor módosítást hajtottak végre a prototípuson, a termelés megindult 1943 áprilisában. A gyártást késleltette az a tényező, hogy több hibát is találtak a tervrajzokban. Ezeket 1944-re kijavították ugyan, de akkorra már a típus elavultnak számított és csak 830 darab épült meg. Ennek ellenére a típust szolgalatba állították és az M22 Locust (sáska) nevet kapta. A britek 260 darabot vásároltak a típusból.

## Bevetésen
Csatateret a típus 1944-ben látott az Operation Varsity akcióban, ahol nyolc darabot vettettek be. Itt három darab példány lánctalp-szerkezete megsérült, felderítés közben hármat pedig a németek pusztítottak el. Csak kettő érte el a megbeszélt találkozóhelyet. A németek azonban tüzérségi tűzzel támadták az alakulatot, ami a gyalogságot tizedelte.